# Danh sách thành phố Gabon

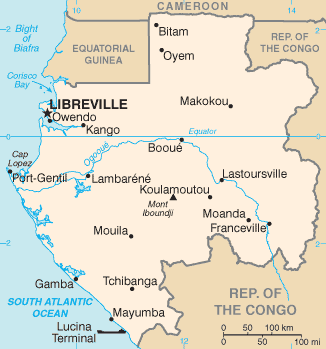
Bản đồ Gabon

- Akok
- Bakoumba
- Batouala
- Bifoun
- Bitam
- Bongoville
- Booué
- Cocobeach
- Ekata
- Franceville
- Gamba
- Kango
- Koulamoutou
- Lalara
- Lambaréné
- Lastoursville
- Leconi
- Libreville (thủ đô)
- Makokou
- Mayumba
- Mékambo
- Minvoul
- Mitzic
- Moanda
- Momo
- Mouila
- Mounana
- Ndjole
- Nkolabona
- Ntoum
- Okandja
- Omboué
- Owendo
- Oyem
- Petit Loango
- Point Denis
- Port-Gentil
- Sette Cama
- Tchibanga
- Zoula